# Crusi
Crusi (en francès Cruzy) és un municipi occità del Llenguadoc, a la regió d'Occitània, al departament de l'Erau.